# Mammillaria carretii
Mammillaria carretii là một loài thực vật có hoa trong họ Cactaceae. Loài này được Rebut ex K. Schum. mô tả khoa học đầu tiên năm 1898.